# Assemble (女子プロレス)
Women’s Pro-Wrestling Assemble（ウーマンズ  プロレスリング  アッセンブル）は、日本の女子プロレスの各団体が集まった組織団体。
略称はAssemble（アッセンブル）。

## 経緯
- 2020年8月27日、都内で記者会見が開かれ、新型コロナウイルスとの共存を余儀なくされた現状にて、制限された集客の中で会場使用料などから収支の折り合いがつかないことが多いことから、力を合わせて一つの大会を開催し、すべての選手がより多く活躍出来る場を生み出していくためにと共闘組織「ASSEMBLE」の発足を発表した。
- 会見には、引退後、女子プロレス界にほとんど関わることのなかった北斗晶が発起人の1人として登場し、説明役を担当した。他にも彩羽匠、長与千種、尾崎魔弓、堀田祐美子、朱崇花、ダンプ松本、里村明衣子、橋本千紘、高橋奈七永、世志琥、コマンド・ボリショイ、マリ卍が出席、第1回興行を上野恩賜公園野外ステージでの開催することを発表した。
- 興行でのチケットや公式グッズ売上にて得た収益は、会場使用料や諸経費を除いて、参加した団体へと分配される。
- 興行・イベント参加を計画していくが強制やペナルティはない。また各団体での興行運営が軌道にのった場合は組織を抜けるのも自由である。
- 国内での新型コロナウイルスが収束した際には、アッセンブルとしての活動も終了する予定ではあるが、好評であればアッセンブルとして合同興行を開催も開催していきたいと、公式Instagramで述べている。
- 佐々木李子の「Under the Flag」が Assemble公式応援ソングとして公表。
- 2021年1月開催予定であった第3回は会場側の要請から中止となった。
- 2021年3月、第4回大会にて発起人である北斗晶から、国内でのワクチン普及も本格的になり、各団体もそれぞれ興行を行えるようになってきたことで、今大会で最後にすることを発表した。

## 主なプラン
- 「ASSEMBLE」
通常興行。
- 「Up-and -Coming Edition」
スター候補選手を集めた試合を予定。
- 「Hall of Fame Edition」
ダンプ松本を中心に殿堂入り選手を中心とした試合を予定。
- 合同ファンイベントの開催。

## 加盟団体
- センダイガールズプロレスリング
- Marvelous
- OZアカデミー
- PURE-J
- SEAdLINNNG
- プロレスリングWAVE
- アイスリボン
- スターダム
- T-HEARTS
フリーランス、または他団体所属の女性選手の窓口。

## 「Assemble」興行

### 「Assemble」vol.1

#### 参加団体
- センダイガールズプロレスリング
- Marvelous
- OZアカデミー
- PURE-J
- SEAdLINNNG
- T-HEARTS

#### 概要
- 各３エリア別による全席自由席。チケット販売は、団体公式と参加団体のネット販売のみ。
- 通常興行のため、「Hall of Fame Edition」であるダンプ松本などは参加しない。
- 9月11日、フリーを除く各団体の提供カードが決まり、団体公式グッズも公表された。
- 9月18日、前売りチケット完売。
- 9月20日、有料ライブ配信が決まる。
- 北斗晶の他、会場スタッフとして三田英津子、山田敏代らが参加。
- 試合順は、堀田、長与、里村、尾崎、ボリショイ、奈七永が代表としてくじ引きで決まった。

#### 試合
| 第1試合 T-HEARTS 6人タッグマッチ                  |                                            |                                                           |
| 堀田祐美子 (DDT) 赤井沙希 ○朱崇花                 | 14分56秒 ムーンサルトプレス                | Sareee (WWECountDown) 川畑梨瑚× 稲葉ともか (JUST TAP OUT) |
| レフェリー：伊東幸子、リングアナ：安藤頼孝        |                                            |                                                           |
| 第2試合 OZアカデミー タッグマッチ                 |                                            |                                                           |
| ○尾崎魔弓 安納サオリ with ポリス                  | 13分55秒 横入り式エビ固め                  | 加藤園子 AKINO×                                           |
| リングアナ:ダイナマイト関西、レフェリー：伊東幸子 |                                            |                                                           |
| 第3試合センダイガールズ 6人タッグマッチ           |                                            |                                                           |
| 里村明衣子 DASH・チサコ ×岡優里佳                 | 13分45秒 オブライト                        | 橋本千紘○ 愛海 金子夏穂                                   |
| レフェリー：伊東幸子、リングアナ：安藤頼孝        |                                            |                                                           |
| 第4試合SEAdLINNNG タッグマッチ                    |                                            |                                                           |
| ○世志琥 花穂ノ利                                  | 16分29秒 ダイビング・セントーン⇒片エビ固め | 中島安里紗 海樹リコ×                                      |
| レフェリー：夏樹☆たいよう、リングアナ：安藤頼孝   |                                            |                                                           |
| セミファイナルPURE-J タッグマッチ                 |                                            |                                                           |
| ○Leon ライディーン鋼                              | 14分43秒 マッドスプラッシュ⇒片エビ固め     | 勝愛実 マリ卍×                                            |
| レフェリー：デューク佐渡、リングアナ：安藤頼孝    |                                            |                                                           |
| メインイベント Marvelous 6人タッグマッチ          |                                            |                                                           |
| ×彩羽匠 門倉凛 Maria                              | 15分29秒 回転エビ固め                      | 桃野美桜○ 神童ミコト 星月芽依                             |
| レフェリー：デューク佐渡、リングアナ：坂口真樹子  |                                            |                                                           |

### 「Assemble」vol.2

#### 参加団体
- センダイガールズプロレスリング
- Marvelous
- OZアカデミー
- PURE-J
- SEAdLINNNG
- T-HEARTS
- スターダム
- 「Up-and -Coming Edition」
- 「Hall of Fame Edition」

#### 概要
第2回の開催ではスターダムが初参加。通常興行に加え、レジェンドによるHall of Fame Editionが1試合、若手選手によるUp-and -Coming Editionが第0試合として計3試合 開催された。前回同様、提供マッチの試合順は事前のクジ引きで決まる。

#### 試合
| 第0試合 Up-and-Coming Edition（10分1本勝負）       |                                      |                                           |
| 桃野美桜                                           | 時間切れ引き分け                     | 星月芽依                                  |
| 第0試合 Up-and-Coming Edition（10分1本勝負）       |                                      |                                           |
| ○AKARI                                             | 5分56秒 ムイビエン                   | 大空ちえ                                  |
| 第0試合 Up-and-Coming Edition（10分1本勝負）       |                                      |                                           |
| ○岡優里佳                                          | 4分7秒 オカロック                    | 金子夏穂                                  |
| 第1試合 センダイガールズ（30分1本勝負）            |                                      |                                           |
| 橋本千紘 ○DASH・チサコ                             | 9分14秒 ホルモン・スプラッシュ       | 愛海 岡優里佳×                            |
| レフェリー：、リングアナ：安藤頼孝                 |                                      |                                           |
| 第2試合 Marvelous（30分1本勝負）                   |                                      |                                           |
| ○響 渡辺智子 Maria                                 | 13分55秒 横入り式エビ固め            | 門倉凛 神童ミコト× マーシャ・スラモビッチ |
| リングアナ:、レフェリー：                          |                                      |                                           |
| 第3試合 T-HEARTS（30分1本勝負）                    |                                      |                                           |
| 朱崇花 ×川畑梨瑚                                   | 13分45秒 オブライト                  | Sareee○ 安納サオリ                        |
| レフェリー：伊東幸子、リングアナ：安藤頼孝         |                                      |                                           |
| 第4試合Hall of Fame Edition特別試合（30分1本勝負） |                                      |                                           |
| ○長与千種 ジャガー横田 伊藤薫                      | 9分43秒 ランニングスリー             | 堀田祐美子 KAORU× ダンプ松本              |
| レフェリー：、リングアナ：                         |                                      |                                           |
| 第5試合PURE-J（30分1本勝負）                       |                                      |                                           |
| ○中森華子                                          | 8分49秒 鎮魂歌ドライバー             | KAZUKI×                                   |
| レフェリー：、リングアナ：                         |                                      |                                           |
| 第6試合OZアカデミー（30分1本勝負）                 |                                      |                                           |
| ○アジャコング 米山香織                             | 8分26秒 ダイビング・エルボードロップ | 加藤園子 小林香萌×                        |
| レフェリー：、リングアナ：                         |                                      |                                           |
| セミファイナルスターダム（30分1本勝負）            |                                      |                                           |
| ○上谷沙弥 AZM                                      | 10分32秒 フェニックス・スプラッシュ  | スターライト・キッド 飯田沙耶×            |
| レフェリー：、リングアナ：安藤頼孝                 |                                      |                                           |
| メインイベント SEAdLINNNG（30分1本勝負）           |                                      |                                           |
| ×花穂ノ利 中島安里紗                               | 13分19秒 ダイビング・セントーン      | 世志琥○ 松本浩代                          |
| レフェリー：、リングアナ：                         |                                      |                                           |

### 「Assemble」vol.3

#### 参加団体
- センダイガールズプロレスリング
- Marvelous
- OZアカデミー
- PURE-J
- T-HEARTS
- スターダム

#### 概要
2021年最初の開催はファン感謝祭と題して、初の日曜開催となり、若手選手たちに10試合のシングルマッチを第1部、ファンと一緒に楽しめる感謝祭を第2部として開催予定であったが、新型コロナウイルス感染症緊急事態宣言が東京都内で発令したため、会場側の要請から開催中止となった。

### 「Assemble」vol.4

#### 参加団体
- センダイガールズプロレスリング
- Marvelous
- PURE-J
- SEAdLINNNG
- T-HEARTS
- スターダム
- プロレスリングWAVE

#### 概要
2021年2月10日に開催ならびに全対戦カードを発表した。またこの試合にて、Marvelousから新人「宝山愛」がデビュー予定。またプロレスリングWAVEが初参加する。